# 共尉
共尉（？—前202年），或作共驩，秦末漢初人，父為項羽所封的臨江王共敖，父死後繼位为臨江王。

## 生平
楚漢戰爭之末，楚國漸衰，昔日聽命於項羽的衡山王吳芮及九江王英布先後歸附劉邦，唯共尉仍不聽命。
漢高帝五年冬（前202年），項羽自刎於烏江，楚亡。
十二月，漢以劉賈及盧綰攻擊江陵（今湖北荆州），不能攻克。劉邦再以靳歙為別將，御驾亲征；不久江陵城破，共尉被擒，解往洛陽後被殺。
| 前任： 臨江王共敖 | 楚漢臨江王 前203年－年202年在位 | 繼任： 無（滅亡） |